# Emma Rawicz
Emma Rawicz-Szczerbo (ur. 2002 w North Devon) – brytyjska saksofonistka jazzowa.

## Życiorys
Jej pradziadek od strony ojca był Polakiem, który przyjechał do Anglii w latach 40. XX wieku. Dorastała w North Devon. Uczyła się klasycznej gry na skrzypcach. Zainteresowała się jazzem w wieku 15 lat, a grę na saksofonie tenorowym rozpoczęła, gdy miała 16 lat. Studiowała jazz na londyńskiej Królewskiej Akademii Muzycznej. Gra na saksofonie tenorowym, klarnecie basowym i flecie poprzecznym.

## Nagrody
- Jazz Newcomer of the Year – Parliamentary Jazz Awards (2022)[4][2]

## Dyskografia
- Incantation (2022)[2]
- Chroma (2023[3], ACT Music[5])
- Big Visit (z Gwilymem Simcockiem(inne języki), 2025, ACT Music)[6]